# Davor Jelavić
Davor Jelavić (Podprolog, Vrgorac) je pročelnik zagrebačkog Gradskog ureda za prostorno uređenje, zaštitu okoliša, izgradnju grada, graditeljstvo, komunalne poslove i promet. Diplomirani ekonomist. Predsjednik košarkaškog kluba Zagreb. 

## Životopis
U Zagreb se doselio 1963., gdje uz rad nastavlja stručno usavršavanje i obrazovanje. Politički je aktivan od mladosti, član je SDP-a od njegova osnivanja, svojevremeno je bio predsjednik Općine Trnje (kasnije predsjednik VGČ Trnje do 2002. godine).
Radno iskustvo stekao je na različitim poslovima sukladno obrazovanju u "Strojotehni", "Rade Končar", u razdoblju od 1970. do 2002. godine u TŽV "Gredelj", te od 2002. godine do danas u Gradskom poglavarstvu kao pročelnik Gradskog ureda za prostorno uređenje, izgradnju Grada, graditeljstvo, komunalne poslove i promet.[nedostaje izvor]
Organizator je mnogih stručnih seminara i simpozija te dobitnik mnogih stručnih i humanitarnih pohvala i priznanja. Vrijedno je spomenuti da je dobrovoljni darivatelj krvi 55 puta.[nedostaje izvor]
2019. godine Jelavić je osuđen na uvjetnu kaznu zatvora od 20 mjeseci jer je sudjelovao u malverzacija pri donošenju zagrebačkog generalnog urbanističkog plana prilikom kojih se pogodovalo jednoj tvrtki.

## Vezani članci
- Milan Bandić